# Toutes nues
Toutes nues est le cinquième album de Brigitte, sorti en 2019, c'est leur premier enregistré en acoustique. 
C'est une compilation de 21 pistes qui reprend 9 des 11 titres du dernier album studio, Nues. Les 11 autres titres sont issus des albums précédents à l’exception de 4 titres inédits : Le Chat, Souriais-tu ?, Samia olivera goaling bintou et moi et Pendant que les champs brûlent (reprise du groupe Niagara).
L'album a été enregistré en studio à la suite de la tournée du même nom pendant trois jours. Il reprend l'intégralité des 21 titres joués sur scène. Sur la majorité des titres, il y a un simple accompagnement accompagnement au piano (Charlène Juarez alias "Chat") avec la participation de violon sur certains (Karen Brunon) ou de guitares (Aurélie ou Sylvie).
Après des années de tournées de grandes salles, le groupe a eu progressivement envie de renouer avec la simplicité. Dès lors, l'envie d'une série de concerts et d'album unplugged s'est imposée, mettant en valeur les textes et les voix. 
C'est également l'occasion de marquer les 10 ans d’existence du groupe.
Comme sur la majorité des albums du groupe, il est illustré par un dessin. Cette fois, le dessin de la pochette est réalisé par l'illustratrice Pénélope Bagieu.
Albums de Brigitte
Nues
(2017)